# Syncerus antiquus
Syncerus antiquus (лат.) — вымерший вид быков из рода африканских буйволов, обитавший в плейстоцене в Африке. Это был один из самых крупных видов в семействе полорогих, весивший предположительно до 2000 килограммов. Вымер в конце позднего плейстоцена около 12 000 лет назад, а возможно, и позже — во время голоцена, около 4000 лет назад.

## Таксономия
Впервые ископаемые останки буйволов Syncerus antiquus были обнаружены в 1839 году в Южной Африке в аллювиальных отложениях реки Моддер в провинции Фри-Стейт. Однако потребовалось ещё 50 лет, прежде чем эта находка была официально описана и получила научное название. Описан вид Syncerus antiquus был Ж. Л. Дювернуа в 1851 году по черепу, обнаруженному вблизи реки Бу-Селлам недалеко от города Сетиф в Алжире на глубине одного метра. Дювернуа считал, что этот вид близкородственен азиатскому буйволу (Bubalus bubalis), поэтому он классифицировал его как Bubalus antiquus. Видовое название antiquus было дано от лат. antiquus — «древний». Однако споры о его таксономии и систематической принадлежности продолжались на протяжении многих десятилетий. В то время как Л. Рютимейер (1878) считал его предком нынешнего африканского буйвола, Дюрст (Duerst, 1900) был убежден, что он во многом родственен нынешнему азиатскому виду Bubalus bubalis. В 1839 году в Южной Африке были обнаружены остатки лобной части и рога длиннорогого буйвола. В 1891 году этот образец описал английский палеонтолог Г. Г. Сили, дав ему название Bubalus bainii. В 1927-28 годах в Восточной Африке шведским геологом Э. Нильссоном в отложениях плейстоценовых озёр в Кении был обнаружен почти полный скелет ещё одного длиннорогого буйвола. В 1933 году эта находка была описана как вид Bubalus nilssoni шведским зоологом Э. Лённбергом, который обратил внимание на морфологическое сходство между этим буйволом и видами Bubalus antiquus и Bubalus bainii.
Описание и идентификация большего количества окаменелостей, найденных Д. Бейт в 1949 и 1951 годах в районе Синджа в Центральном Судане, убедительно продемонстрировали, что буйвол Syncerus antiquus не имел никакого отношения к азиатскому буйволу, но что он очень напоминал нынешнего африканского буйвола по морфологии сердцевины рогов. Она отнесла эти окаменелости к новому роду Homoioceras. Как и у нынешнего буйвола, сердцевины рогов у Homoioceras singae были заметно уплощены, а основания рогов вплотную прилегали друг к другу на черепе. Следовательно, B. antiquus, B. nilssoni и B. bainii были включены в род Homoioceras, типовым образцом которого должен был стать Homoioceras singae (находки в Судане). Таким образом, согласно Бейт, в Африке были известны по крайней мере две формы буйволов: вымершая гигантская длиннорогая форма Homoioceras, которая не оставила потомков, и форма, которая была представлена существующим африканским буйволом Syncerus caffer. Путаницу усугубляло то, что ещё один длиннорогий бык, обнаруженный в ущелье Олдувай в Восточной Африке, был связан с группой козлов и баранов из-за своеобразной морфологии сердцевины рогов и получил название Pelorovis olduwayensis (Reck, 1928). Однако было обнаружено, что типовой вид Homoiceros является синонимом африканского буйвола (Syncerus caffer), что делает его род недействительным. Впоследствии в 1978 году он был переведен в род Pelorovis. Однако на основании результатов морфологических и систематических исследований была установлена связь с ныне существующим африканским буйволом и в 1994 году было предложено перенести вид Pelorovis antiquus в род Syncerus. Это предложение с тех пор получило широкое признание.

## Описание

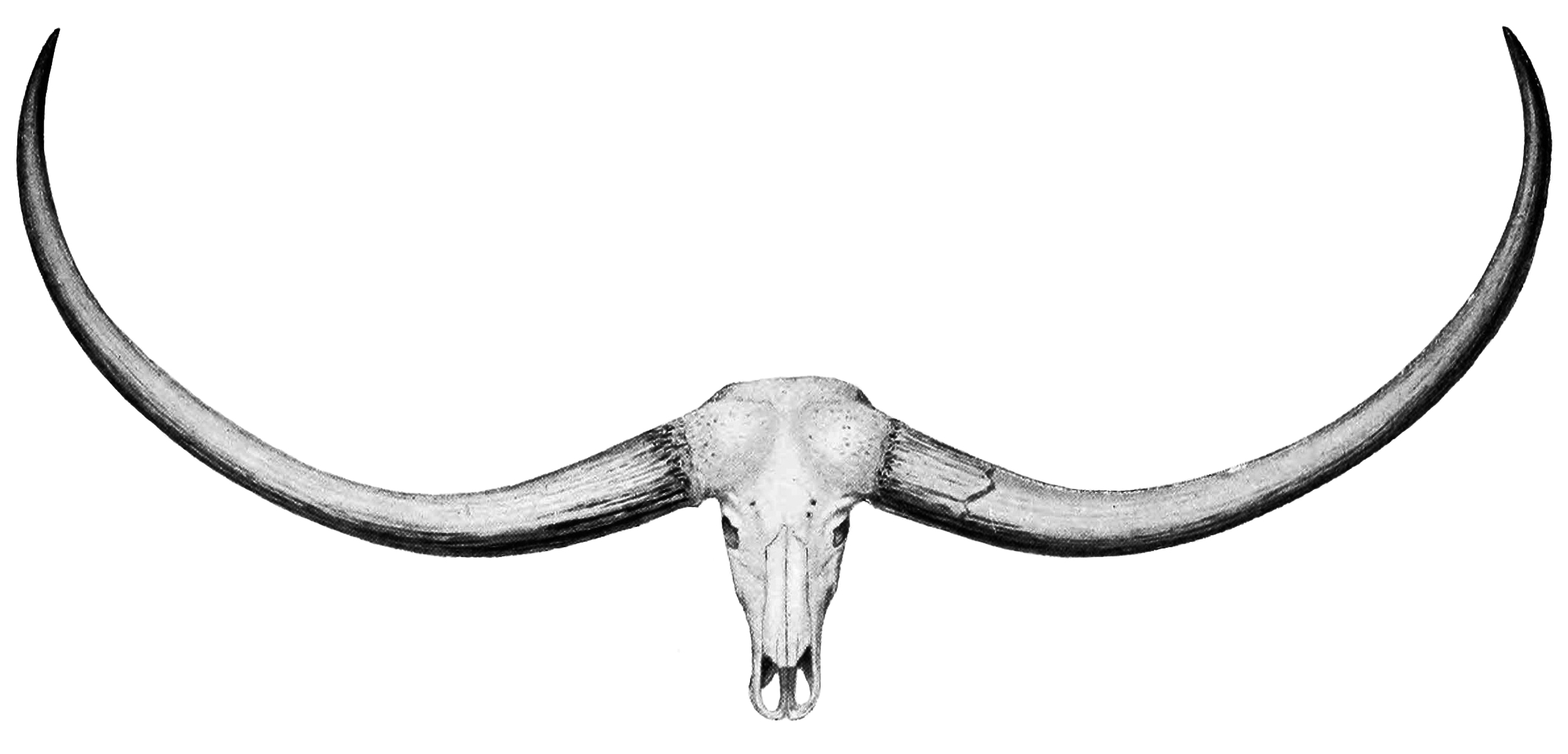
Череп буйвола Syncerus antiquus с рогами

Вид Syncerus antiquus считается самым крупным полорогим млекопитающим, описанным на африканском континенте. По данным Огюста Помеля, который исследовал многочисленные окаменелости в Алжире, Syncerus antiquus, возможно, достигал 3 метров в длину от морды до кончика хвоста, 1,85 метра в высоту в холке и 1,7 метра в высоту в задней части. Расстояние между кончиками его рогов составляло 2,4 м. Вероятно, он весил в среднем около 1200 кг, хотя самые крупные самцы потенциально могли достигать веса до 2000 кг.
Одной из отличительных черт Syncerus antiquus были его огромные рога. Расстояние между концами самых больших рогов могло достигать 3 метров и более (у африканского буйвола оно не превышает 1,4 м). По форме рога Syncerus antiquus напоминали рога азиатского буйвола и были изогнуты в виде лука. От рогов современного африканского буйвола рога Syncerus antiquus отличались также тем, что они были менее сжаты в дорсовентральном направлении и не имели базальных выступов. В остальном общая морфология аппендикулярного скелета Syncerus antiquus была очень похожа на таковую у Syncerus caffer и незначительные существовавшие различия могли быть связаны с более крупными размерами и экологической нишей первого. Кроме того, у буйвола Syncerus antiquus были пропорционально более длинные метаподиалы (особая длинная кость у парнокопытных между запястьем и фалангами пальцев передней конечности, а также щиколоткой и пальцами на задней), дающие основание предполагать, что он, вероятно, был более бегающим (с конечностями, более приспособленными для бега), чем нынешний африканский буйвол.

## Ареал

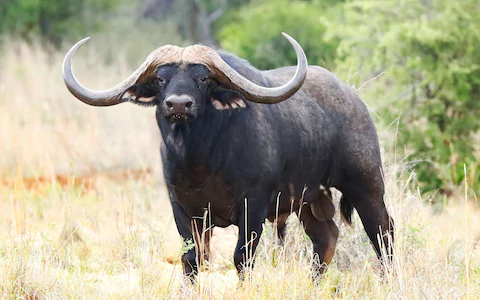
Африканский буйвол, ближайший родственник буйвола Syncerus antiquus

Буйвол Syncerus antiquus имел самое широкое географическое распространение среди всех недавно вымерших видов африканских полорогих и был широко распространен в Южной, Восточной и Северной Африке от мыса Доброй Надежды до побережья Средиземного моря (в то время как существующий африканский буйвол, по всей видимости, даже в плейстоцене был распространен только к югу от Сахары).
Найденные остатки Syncerus antiquus были датированы поздним плейстоценом, между 107 и 13 тысячами лет назад. На юге
Африки известны ископаемые остатки этого вида возрастом от 1 миллиона до 10 000 лет. Нет никаких доказательств того, что Syncerus antiquus существовал в Южной Африке после начала голоцена 10 000 лет назад. Однако в Северной Африке были найдены окаменелости и наскальные рисунки, на которых изображены животные, очень похожие на Syncerus antiquus, дающие основание предполагать, что этот вид дожил до голоцена и исчез здесь намного позже, между 4 000 и 3 000 лет назад. В голоценовых отложениях были найдены окаменелости, возможно, принадлежащие S. antiquus, однако они могут принадлежать и домашнему крупному рогатому скоту или туру.

## Палеоэкология
Из-за наличия таких огромных рогов предполагают, что распространение Syncerus antiquus было ограничено открытыми участками с небольшим количеством деревьев. Исключительно длинные рога, а также высокие корончатые зубы и пропорционально более длинные метаподиалы указывают на то, что этот буйвол обитал в относительно открытой, травянистой среде. Изотопные и мезоугловые данные указывают на то, что это было травоядное животное, а его массивные размеры указывают на то, что он потреблял большое количество низкопитательных кормов.

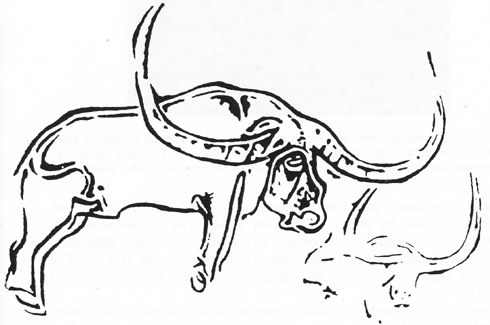
Наскальное изображение огромного буйвола из Северной Африки, предположительно изображающее Syncerus antiquus

Судя по наскальным рисункам, предполагают, что самцы (изображены семенники) этих животных дрались, бодаясь друг с другом рогами с опущенной головой. Эта сцена была неоднократно изображена. Наскальные изображения также дают основания предполагать, что Syncerus antiquus, возможно, жил большими стадами.

## Недавнее существование и исчезновение
Было найдено большое количество наскальных рисунков, на которых был изображен буйвол Syncerus antiquus, в Магрибе, горах Атлас, Сахаре и недалеко от атлантического и средиземноморского побережий Северной Африки. Эти изображения расположены в широкой полосе, простирающейся от Туниса через Алжир до Марокко. Они не только указывают на то, что эти буйволы могли выжить до относительно недавнего времени, но и на то, что на этих животных активно охотились с копьями, возможно, первые из берберских народов.
Повсеместное исчезновение нескольких плейстоценовых полорогих на юге Африки, в том числе Syncerus antiquus, совпало с крупномасштабными климатическими и экологическими изменениями в конце плейстоцена. Повышение средней температуры, изменение погодных условий и превышение уровня моря привело к заметным изменениям в растительности и структуре осадков. Некоторые исследователи считают, что важную роль в исчезновении этих животных также могла сыграть охота на них охотников позднего каменного века, имевших уже достаточно эффективное оружие. Тем не менее, некоторым исследователям более вероятным представляется, что относительно быстрые изменения окружающей среды в конце плейстоцена были наиболее важным фактором исчезновения этого буйвола. В любом случае, причинами вымирания буйволов Syncerus antiquus были изменение климата, охота на него человека или сочетания этих двух факторов.